# Детвилер, Жан-Даниэль
Жан-Даниэль Детвилер (нем. Jean-Daniel Dätwyler; род. 2 апреля 1945, Вилар-Сюр-Оллон) — швейцарский горнолыжник, специалист по скоростному спуску. Выступал за сборную Швейцарии по горнолыжному спорту в 1967—1972 годах, бронзовый призёр зимних Олимпийских игр в Гренобле, обладатель бронзовой медали мирового первенства, победитель двух этапов Кубка мира, трёхкратный чемпион швейцарского национального первенства.

## Биография
Жан-Даниэль Детвилер родился 2 апреля 1945 года в коммуне Вилар-Сюр-Оллон кантона Во, Швейцария.
Первого серьёзного успеха на взрослом международном уровне добился в сезоне 1967 года, когда вошёл в основной состав швейцарской национальной сборной и выступил на домашнем этапе Кубка мира в Венгене, где стал бронзовым призёром в программе скоростного спуска. На нескольких последующих этапах вошёл в десятку сильнейших в той же дисциплине.
В 1968 году Детвилер впервые одержал победу в зачёте национального первенства Швейцарии и благодаря череде удачных выступлений удостоился права защищать честь страны на зимних Олимпийских играх в Гренобле. В то время он не был хорошо известен широкой публике и не рассматривался в числе фаворитов, но в конечном счёте всё же сумел выиграть в скоростном спуске бронзовую медаль, пропустив вперёд только титулованных французов Жан-Клода Килли и Ги Перийя. Поскольку здесь также разыгрывалось мировое первенство, дополнительно стал бронзовым призёром чемпионата мира.
После гренобльской Олимпиады Жан-Даниэль Детвилер остался в составе швейцарской национальной сборной и продолжил принимать участие в крупнейших международных соревнованиях. Так, в 1969 и 1970 годах он неизменно становился чемпионом Швейцарии в скоростном спуске, достаточно успешно выступал на этапах Кубка мира — в общей сложности семь раз поднимался на пьедестал почёта, в том числе два этапа выиграл (наивысшая позиция в скоростном спуске — 4 место, в общем зачёте по сумме всех дисциплин — 12 место). Оставался действующим спортсменом вплоть до 1972 года, хотя поучаствовать в Олимпийских играх в Саппоро ему не довелось.
Завершив спортивную карьеру, занимался предпринимательской деятельностью, владел компанией по продаже спортивного инвентаря в своей родной коммуне Вилар-Сюр-Оллон.